# یواس‌اس هازلوود (دی‌دی-۱۰۷)
یواس‌اس هازلوود (دی‌دی-۱۰۷) (به انگلیسی: USS Hazelwood (DD-107)) یک کشتی بود که طول آن ۹۵٫۸۳ متر (۳۱۴٫۴ فوت) بود. این کشتی در سال ۱۹۱۸ ساخته شد.